# 小国城 (出羽国置賜郡)
小国城（おぐにじょう）は、出羽国置賜郡（山形県西置賜郡）小国町小国小坂町にあった戦国時代から江戸時代にかけての日本の城（平城）。1692年（元禄5年）以降は「御役屋」と呼ばれた。

## 概要
小国町内を西流する明沢川（みょうざわがわ）左岸に面した段丘面に立地する。享保7年（1722年）の城絵図では、北辺は明沢川（横川）が天然の堀をなし、東西・南辺をコの字形の堀と土塁が廻っている。
天文年間（1532年-1555年）に伊達氏家臣・上郡山盛為が築城したとされる。伊達氏の統治下では、栗生田氏・上郡山氏の居城であり、上杉謙信時代からの上杉氏家臣の人名・役職を記録した『代徭集（前録）』によれば、蒲生氏郷統治下では佐久間安政（安次とも）が入り、慶長3年（1598年）から上杉氏領となった。なお、当城の北西1.2キロメートルの丘陵上には山城の小国山城がある。
江戸時代には、当城と館山城・鮎貝城・荒砥城・中山城を合わせた「米沢藩五支城（館山城を除く4城はのちに「役屋」に改称。また幕末の加増により高畠城が追加される）」の1つに数えられる。上杉氏家臣が城代（のち役屋将）を務め、小国周辺を統治した。
慶長3年（1598年）に上杉氏領となった際、初代の城代は奈良沢主殿であったが、3ヶ月足らずで信夫郡（福島県）に転属となり、松本助義に代わった。しかし、松本も同年内に庄内の尾浦城へ転属となり、城代不在の間は「十二騎馬上」と呼ばれる複数の家臣が共同で城番を務めたが、慶長6年（1601年）に三潴長能（みつまながよし）が城代となった。城代制はしばらく続いたが、元禄5年（1692年）に「役屋将」と改称された。

## 遺構
2001年（平成13年）より文部省指定の教育開発学校の小中高一貫校として大字岩井沢に移転した小国小学校の跡地となっている。
- 南堀切 - 曲輪に設置された鉄塔の最上部に航空標識灯が随時点滅しており、日中でも遠くから小国城の位置を確認できる。
- 西の丸跡 - 土塁が残っている。
- 飯綱神社 - 往事の祠社が現存。

### 周辺施設・関連資料ほか
- 笹生代官屋敷 - 笹生広秀の屋敷跡。地域神の鳥居が残る。
- 『小国享和絵図』- 享和2年-3年（1802年-1803年）作成の小国城下周辺図。鮮やかな赤色と翠で描かれた複数の絵図から成る（米沢市上杉博物館所蔵）。
- 市野々宿・集落跡 - イザベラ・バードが「感じのいい勤勉な村」との感想を残した集落。集落は現在移転しており、「白い森おぐに湖」になっている。

## 交通
- JR米坂線・小国駅から徒歩約10分